# Wabuska
Wabuska é uma comunidade não incorporada do condado de Lyon, estado do Nevada, nos Estados Unidos.O código zip é 89447.

## História
Wabuska (língua washo,  Erva branca) foi fundada nos inícios da década de 1870. Em 1881, a vila servia como principal centro apoio da recente construída via férrea de   Carson and Colorado Railroad. Quando foi descoberto cobre em Mason Valley, a vila tornou-se o terminal norte da nova Nevada Copper Belt Railroad, construída entre 1909 e 1911. 1909-1911. Wabuska entrou em declínio, quando a atividade mineira também declinou na década de 1920.A população é de cerca  de 150 habitantes. Fica situada no Walker River Basin. 

## Economia
A principal atividade económica é a fábrica de energia geotérmica e biodiesel que abriu as portas em 1984.